# XIV edició dels Premis Sur
La XIV edició dels Premis Sur, correspon als atorgats per l'Academia de las Artes y Ciencias Cinematográficas de la Argentina a les millors produccions cinematogràfiques argentines estrenades entre l'1 d'octubre de 2018 i el 30 de setembre de 2019.
La cerimònia de premis va tenir lloc el 24 de novembre de 2020 en hores de la tarda al Museo Larreta sota el protocol de salvaguarda de la salut pública establert amb motiu de la epidèmia de coronovirus per a esdeveniments culturals a l'aire lliure amb públic i presentada novament per Gabriela Radice.
Les produccions més nominades foren Los sonámbulos amb 14 -va rebre 5 premis-, El cuento de las comadrejas amb 12 -va rebre 2-, Las buenas intenciones amb 8 –va rebre 5-, Muere, monstruo, muere amb 4 – va rebre 3 premis, La odisea de los giles con 8 -en va rebre 1 i Sueño Florianópolis amb 8 -en va rebre 1-. També van rebre 1 premi cadascuna les pel·lícules Así habló el cambista i Flora no es un canto a la vida

## Premis y nominacions múltiples
| Pel·lícula                     | Nominacions | Premis |
| ------------------------------ | ----------- | ------ |
| Los sonámbulos                 | 14          | 5      |
| El cuento de las comadrejas    | 12          | 2      |
| Las buenas intenciones         | 8           | 5      |
| La odisea de los giles         | 8           | 1      |
| Sueño Florianópolis            | 8           | 1      |
| 4x4                            | 4           | 0      |
| Muere, monstruo, muere         | 4           | 3      |
| El hijo                        | 3           | 0      |
| Flora no es un canto a la vida | 2           | 1      |

## Nominats
Els films nominats són els següents:
| Millor Pel·lícula | Millor Direcció |  |
| --- | --- |  |
| - Los sonámbulos - Las buenas intenciones - La odisea de los giles - El cuento de las comadrejas                                                                                               | - Paula Hernández -- Los sonámbulos - Ana García Blaya --Las buenas intenciones - Sebastián Borensztein --La odisea de los giles - Juan José Campanella -- El cuento de las comadrejas                                                                     |  |
| Millor Ópera Prima | Millor Pel·lícula Documental |  |
| - Las buenas intenciones - La botera - Flora no es un canto a la vida - Ciegos | - Flora no es un canto a la vida - Los Knacks: déjame en el pasado - Método Livingston - Que sea ley |  |
| Millor Actriu | Millor Actor |  |
| - Graciela Borges - El cuento de las comadrejas - Mercedes Morán — Sueño Florianópolis - Erica Rivas — Los sonámbulos - Amanda Minujín — Las buenas intenciones                                | - Gustavo Garzón — Sueño Florianópolis - Ricardo Darín — La odisea de los giles - Joaquín Furriel — El hijo - Peter Lanzani — 4x4 |  |
| Millor Actriu de Repartiment | Millor Actor de Repartiment |  |
| - Verónica Llinás — La odisea de los giles - Marilú Marini — Los sonámbulos - Valeria Lois — Los sonámbulos - Jazmín Stuart — Las buenas intenciones                                           | - Sebastián Arzeno — Las buenas intenciones - Luis Brandoni — 4x4 - Diego Cremonesi — La afinadora de árboles - Carlos Belloso — La odisea de los giles |  |
| Millor Actriu Revelació | Millor Actor Revelació |  |
| - Amanda Minujín — Las buenas intenciones - Manuela Martínez —Sueño Florianópolis - Ornella D’elía — Los sonámbulos - Nicole Rivadero — La botera                                              | - Sebastián Arzeno — Las buenas intenciones - Joaquín Garzón — Sueño Florianópolis - Alejandro Gigena — La odisea de los giles - Rafael Federman — Los sonámbulos                                                                                          |  |
| Millor Guió Original | Millor Guió Adaptat |  |
| - Ana García Blaya — Las buenas intenciones - Ana Katz i Daniel Katz — Sueño Florianópolis - Paula Hernández — Los sonámbulos - Mariano Cohn i Gastón Duprat — 4x4                             | - Arauco Hernández, Martín Mauregui i Federico Veiroj — Así habló el cambista - Sebastian Borensztein i Eduardo Sacheri — La odisea de los giles - Leonel Mauro D’Agostino — El hijo - Juan José Campanella i Darren Kloomok — El cuento de las comadrejas |  |
| Millor Fotografia | Millor Muntatge |  |
| - Julián Apezteguía i Manuel Rebella — Muere, monstruo, muere - Félix Chango Monti — El cuento de las comadrejas - Jasper Wolf — Monos - Gustavo Biazzi — Sueño Florianópolis                  | - Andrés Estrada — Muere, monstruo, muere - Rosario Suárez — Los sonámbulos - Javier Diment — La Feliz, continuidades de la violencia - Juan José Campanella — El cuento de las comadrejas                                                                 |  |
| Millor Direcció d’Art | Millor Disseny de Vestuari |  |
| - Laura Caligiuri — Muere, monstruo, muere - Nelson Luty — El cuento de las comadrejas - Ailí Chen — Los sonámbulos - Gonzalo Delgado — Sueño Florianópolis                                    | - Mónica Toschi — Los sonámbulos - Cecilia Monti — El cuento de las comadrejas - Julio Suárez — La odisea de los giles - Diego Costa i Sandra Fink — Sueño Florianópolis                                                                                   |  |
| Millor So | Millor Maquillatge i Caracterització |  |
| - José Luis Díaz — El cuento de las comadrejas - Gustavo Pomeranec i Adrián Rodríguez — Crímenes imposibles - Santiago Fumagalli — Muere, monstruo, muere - Martín Grignaschi — Los sonámbulos | - Ángela Garacija” — Los sonámbulos - Carolina Oclander — 4x4 - Constanza Pugliese — Astrogauchos - Osvaldo Esperón, Sylvie Imbert i Beatushka Wojtowicz — El cuento de las comadrejas                                                                     |  |
| Millor Música Original | |  |
| - Pedro Onetto — Los sonámbulos - Gustavo Pomeranec — Los últimos románticos - Iván Wyszogrod — El hijo - Emilio Kauderer — El cuento de las comadrejas                                        | |  |

## Guardons especials
D'altra banda, es va anunciar que la pel·lícula Los sonámbulos va ser elegida per a competir pels Premis Oscar.